# Lövészfesztivál

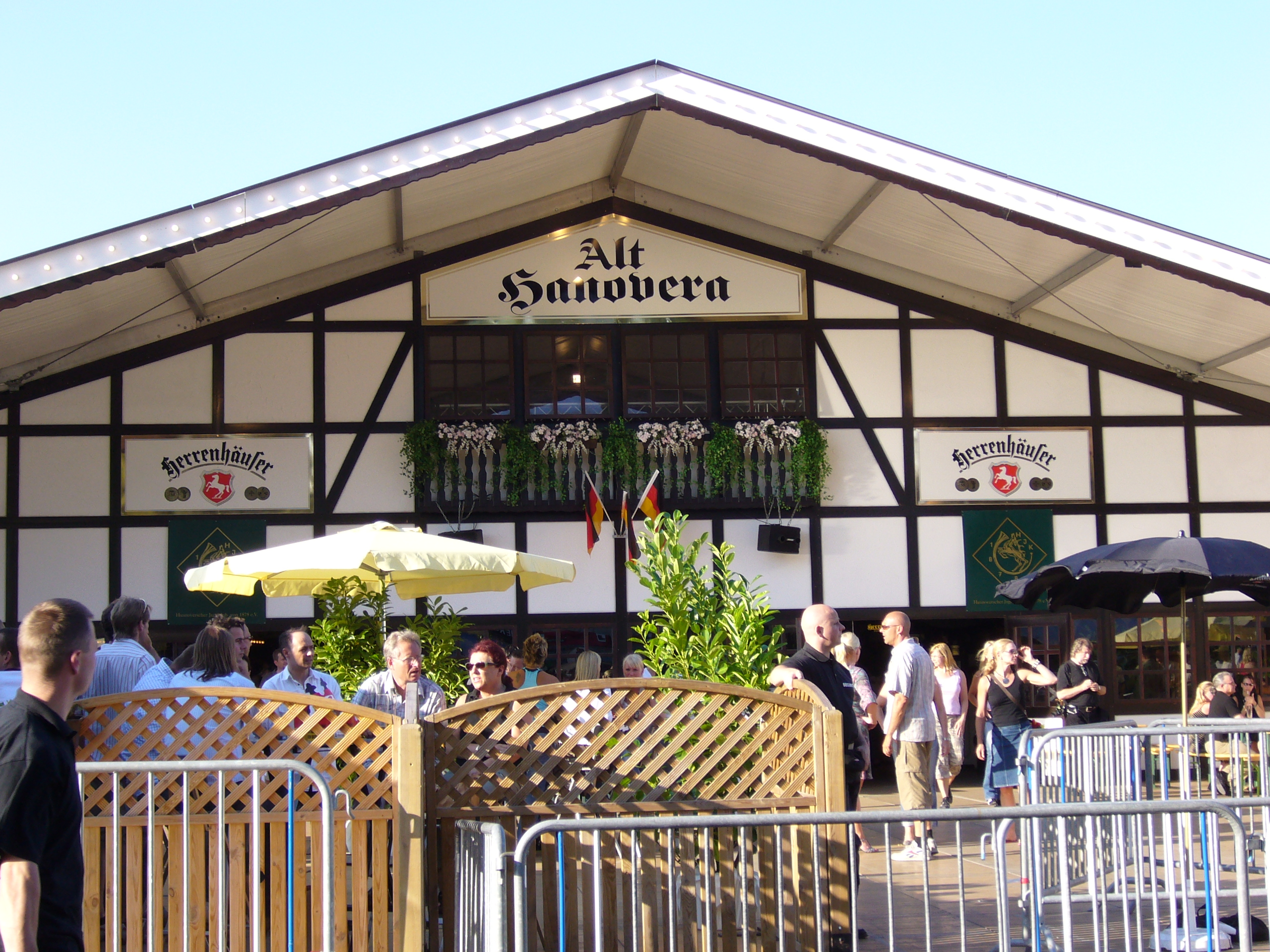
Lövészfesztivál Hannoverben

A lövészfesztivál (németül: Schützenfest) egy népünnepély, amelyet Németországban és Svájc német nyelvű területein rendszeresen megrendezésre kerül. Ezek az ünnepek a lövészegyesületek, illetve a lövésztársulatok rendszeres találkozására vezethető vissza. Az ünnepség folyamán a lövészverseny legjobbját „Lövészkirálynak” tüntetik ki. Néhány helyi szokás más versenyek királyait is megválasztja, mint például madárlövészet, koronglövészet vagy éppen nyíllal és íjjal való lövészet.

## Története

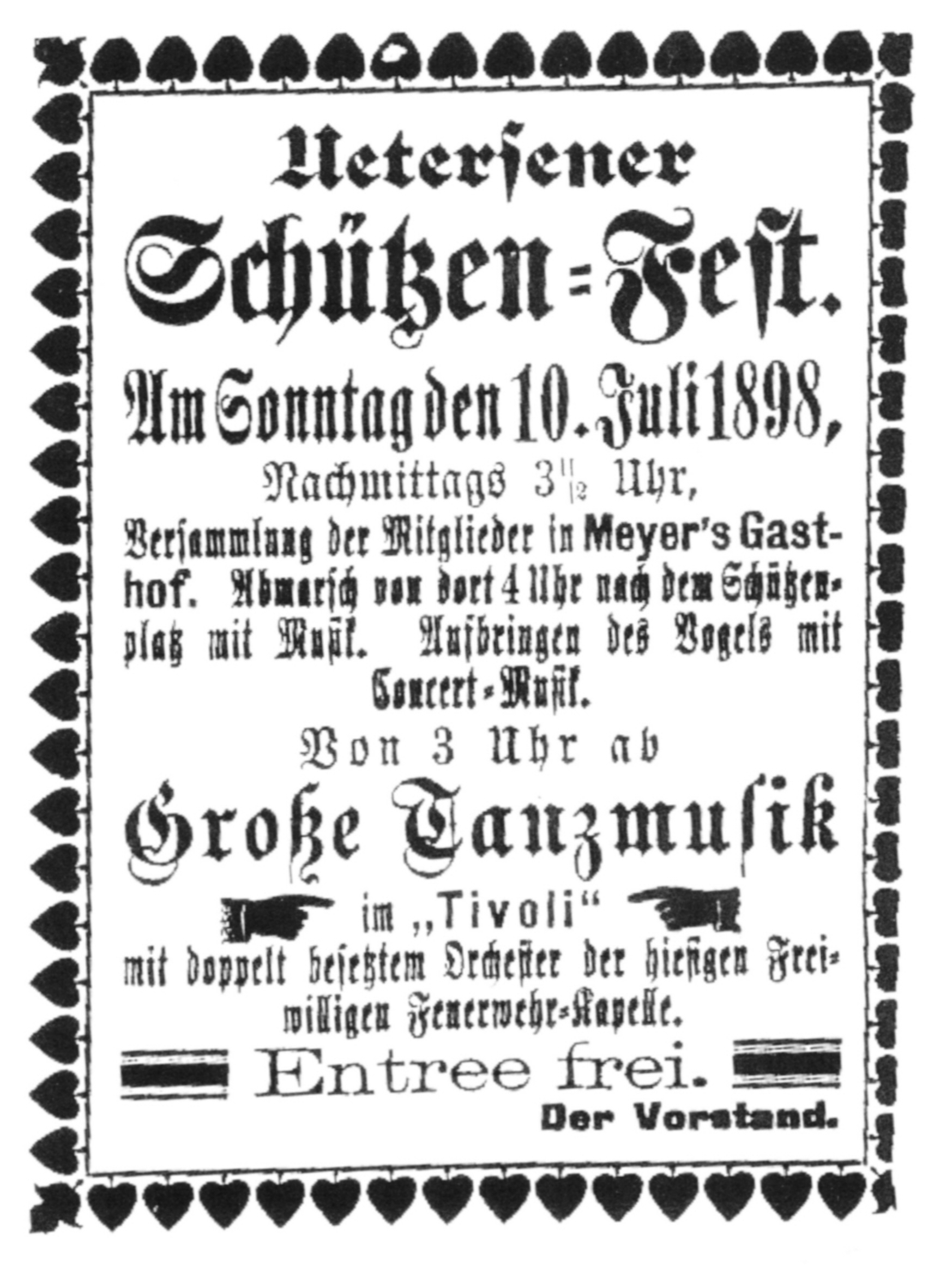
Újsághirdetés egy 1898-as lövészfesztiválról

A középkorban sok városnak saját magát kellett megvédenie a fosztogatóktól. Ezért olyan egyesületeket alapítottak, melyek a mai polgárőrséghez hasonlóak. Egy I. Henrik király által kiadott törvény alapján ezek a csoportok hivatalos tagjai lettek a városi védelemnek, legalábbis azokon a településeken, amelyek városi rangúak voltak. A városokban a behívóval összefüggő feladatokat és a sorozást ünnepségekkel kötötték össze. Ezekre az ünnepségekre a környékbeli településekről is jöttek résztvevők, illetve meghívták a feudális állam vezetőit. Ezt azonban a felettes hatóságok nem mindig nézték jó szemmel. Ezért fejlődtek ki a különböző területekre jellemző más és már hagyományok. Ezek katonai jelentősége az évszázadok folyamán egyre csökkent és a városvédelem érdekében való, rendszeres katonai csapatok felállításával jelentéktelenné váltak. A lövészfesztiválok és egyesületek már csak az állami hagyomány és a területi szokások megőrzését szolgálták.
Az lövészfesztiválokkal kapcsolatos hagyományokat mindenekelőtt Bajorországban és Alsó-Szászországban illetve Vesztfáliában ünneplik lövészfelvonulással. A régi hagyományokhoz híven Németország újraegyesítése után csatlakozott Kelet-Németország is. A lövészkarneválokkal kapcsolatos hagyományok területenként nagyon eltérőek lehetnek. Ezekhez a tradíciókhoz tartozik egy speciális zászlólengetés. Ez Szent Sebestyén megkötözését jelképezi, aki a fiatal lövészek védőszentje. A zászlólengetésnek szigorú szabályai vannak, melyeket szabályzatban határoztak meg, úgyhogy a versenyeken az előadásokat döntőbírók értékelhetik.
A lövészfesztiválok akár több napig is eltarthatnak és különböző más programok színesítik. Ezeket a helyi fogadók megfelelő termében vagy külön erre a célra épített sátrakban tartják. Dél-Vesztfáliában a legtöbb helységnek külön erre a célra fenntartott lövésztermei vannak, melyeket az lövészünnepek megrendezésére használnak. Sok lövészkarnevál ünnepi felvonulással kezdődik, ahol a lövészkirályt a hercegi háztartással együtt zene kíséretében a lövészünnep helyszínére kocsikázzák. Az ünnepi sátor körül gyakran tartanak évi vásárokat is.

## Németországi lövészfesztiválok

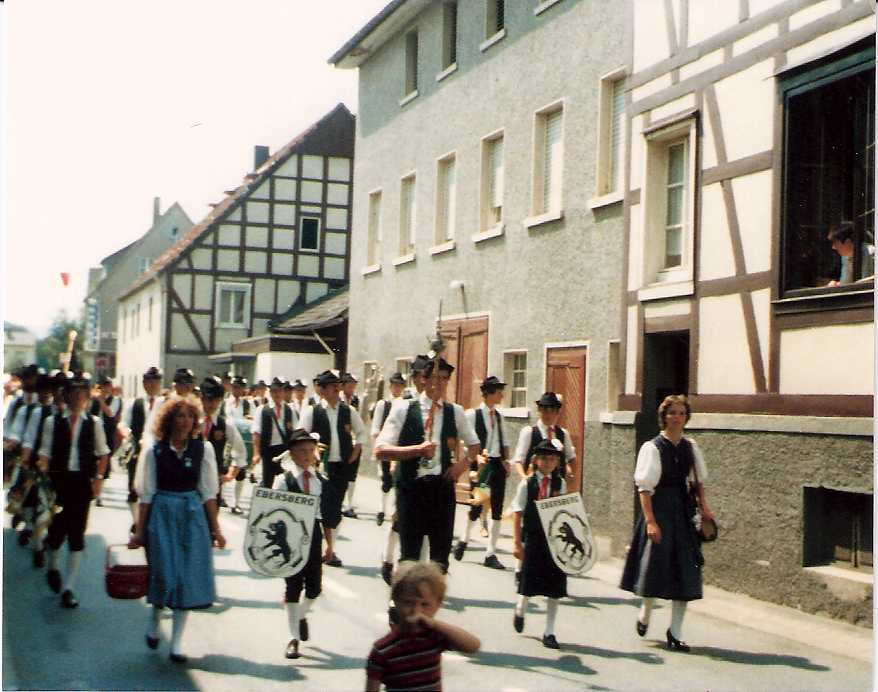
Lövészfesztivál 1982-ben

Újabb és újabb lövészfesztiválok származnak az úgy nevezett „támaszték nélküli lövészetből” (Freischießen). A „támaszték nélküli lövészet” legjobb lövésze egy évig mentesült az adófizetéstől vagy más jogokat szerzett. A lövészünnepek e fajtája leginkább Hannover környékén volt népszerű és Eldagsen, Peine és Wennigsen környékén ma is megrendezik. Mindenesetre adómentességben ma már nem részesül a győztes.
A legelső lövészfesztivál bajor földön még anno 1427-ben került megrendezésre. Ezen a „nadráglövészeten” puskával és számszeríjjal lőttek, hogy a 15 díj - a 15 nadrág - egyikét elnyerjék.
Már több mint 130 éve verik meg III. Napóleont egy több napig tartó lövészkarneválon az alsó-szászországi Extenben. Egy évente, régió szerte megrendezett ünnepről van szó, melyen gúnyolódva játsszák el a csata jeleneteit. Ez az 1870-71-es francia-német háborúra utal.
A madárlövészet folyamán ma már nem igazi madárra lőnek, hanem egy fából készült madárutánzatra. Az lesz a lövészkirály, aki az utolsó darabokat elhozza a madárból. A saslövészet folyamán (pl. Ravensburgban) egy fából készült birodalmi sasra lőnek, melynek tollait egyenként le lehet lőni. Itt a lövészkirály a „birodalmi alma” lövésze. Sokféle állatmotívuma van a lövészünnepeknek, ezért lehet például a biberachi lövészünnepen hódra lőni.

## Svájci lövészfesztiválok

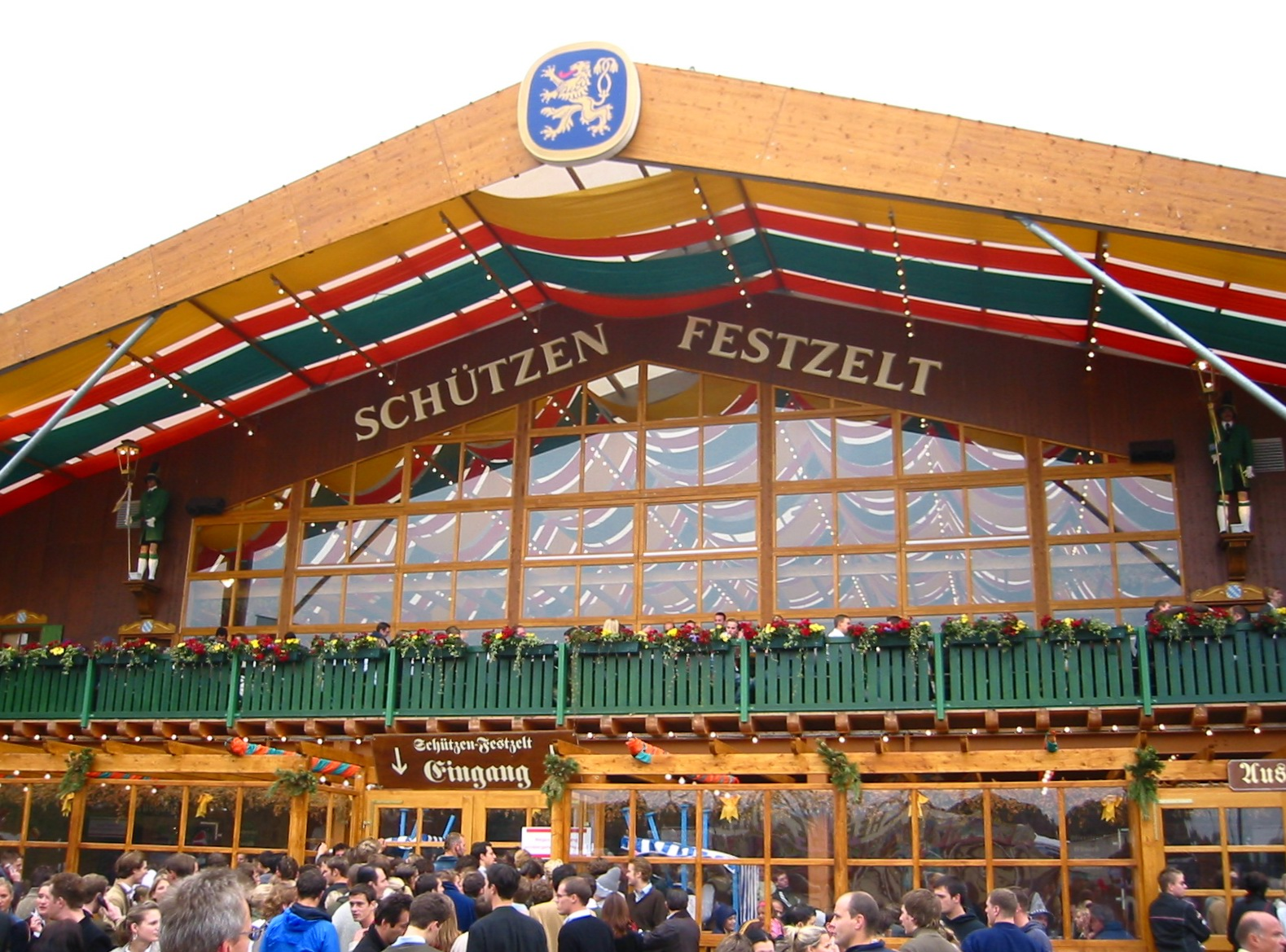
Fesztiválsátor

A lövészünnepeket Svájcban „Freischießen”-nek is nevezik (támaszték nélküli lövészet). A svájci történelemben és politikai életben a lövész szövetségek és a „Freischießen” fontos szerepet játszottak.
A „Freischießen”, Svájcban a nemzeti lövészünnepek megnevezése, melyeket minden évben megrendeznek. A verseny középpontjában a koronglövészet áll, melynek jutalma magas összegű díj, ez 1857-ben 179 000 frank volt. A díjakat és a verseny kiadásait önkéntes hozzájárulásokból fedezik. A versenyek megtartását illetően a különböző kantonok váltják egymást, ám nem meghatározott körforgás alapján. Minden szövetség magával viszi a zászlóját, amit a „zászlóvárban” állítanak fel, melyet legfelül a svájci zászló díszíti. A korongok és a lövőállás közötti távolság általában 350 lépés. Minden lövész viseli a svájci címert és a kantonja kokárdáját. A lövészet befejezéseként a „zászlóvárban” kiosztják a díjakat. A versenyeken való résztvevők száma évről évre nő. Legnépszerűbbé a zürichi háború után váltak. A 15. században létrejött a régi lövészszabályzat, amelyben a részvétel szabályai meg vannak határozva. A versenyek csillogóvá váltak, mint például 1504-ben, Zürichben. A következő 100 évben a vallási viták miatt elsatnyultak a lövészünnepek; már csak az 1604-ben megrendezett solothurni, 1605-ös bázeli és az 1608-as zürichi versenyek lettek csillogóak. Később megszűnt a Lövésztársaságok Szövetsége, a helyi érdek elnyomta a svájcit. Csak az új idők adták vissza ennek értelmét. 1842-ben létrejött Bázelben a Svájci Lövészszövetség; 1828-ban csatlakoztak a francia nyelvű svájci területek is.
Az 1849-ben megrendezett aaraui verseny volt az első a modern Svájci Szövetségi Állam megalapítása után és ezzel ünnepelte vívmányát. Az irodalomban 1860-ban vált híressé Gottfried Keller novellája kapcsán.
Napjainkban a nemzeti lövészversenyek „svájci lövészünnepek” ötévenként kerülnek megrendezésre. Hatalmas sportrendezvényeket szerveznek. 2005-ben Frauenfeldben 70 000 fő látogatta meg a rendezvényt, 50 000 lövész vett részt a 25 és 50 méteres pisztolylövő versenyen. Ebből a magas számú részvételből ered az igény a ”világ legnagyobb lövészünnepe” címre. Egy még nagyobb, évente megrendezett esemény a 150 000 látogatóval büszkélkedő „Eidgenössische Feldschiessen”.

## Fordítás
Ez a szócikk részben vagy egészben  a   Schützenfest című német Wikipédia-szócikk fordításán alapul.  Az eredeti cikk szerkesztőit annak laptörténete sorolja fel. Ez a jelzés csupán a megfogalmazás eredetét és a szerzői jogokat jelzi, nem szolgál a cikkben szereplő információk forrásmegjelöléseként.

## Kapcsolódó szócikk
Sportlövészet